# Каріно (Слободський район)
Каріно́ (рос. Карино) — село у складі Слободського району Кіровської області, Росія. Адміністративний центр Карінського сільського поселення.

## Населення
Населення становить 690 осіб (2010, 831 у 2002).
Національний склад станом на 2002 рік — татари 48 %, росіяни 37 %.

## Історія
Вперше село згадується 1489 року. У 15-16 століттях Нократ був центром Карінського князівства, яке управлялось династією Арських князів. У 19 столітті існували Верхнє Каріно (Деветьярово та Мітюково), Середнє Каріно (Арсланово, Касімово та Абашево) та Нижнє Каріно (Ільясово). Станом на 1873 рік існували Середнє Каріно (1571 особа) та Ільясово (786 осіб), які в середині 20 століття утворили село Каріно.